# Francis Lovell
Francis Lovell, född 1454, död 1487 (?), var en av Rikard III:s anhängare och son till John, baron Lovell. Han kände troligtvis Rikard sedan unga år och kom att bli den blivande kungens vän för livet. 
Lovell (som vid nio års ålder hade fått sin fars titlar och gods vid faderns död) hade blivit en av Edvard IV:s skyddslingar, och han kom i Rikard Neville, earl av Warwicks vård, i vars hushåll Rikard tillbringade en del av sin uppväxt. Lovell tjänade under Rikard i Skottland 1480, för vilket ha dubbades till riddare samma år. Efter Edvard IV:s död 9 april 1483 utnämnde Rikard honom till flera titlar däribland viscount. Lovell hjälpte till att kväsa  Buckinghams uppror 1483. 
Lovell gifte sig med Anne Fitzhugh, som var niece till Warwick, och därigenom kusin med Rikards drottning, Anne Neville.
Lovell hade befäl över flottan som skulle stoppa Henrik Tudor från att landstiga 1485, men misslyckades. och stred sedan i slaget vid Bosworth Field (22 augusti 1485) och efter striden flydde han till ett kloster i Colchester. Därifrån begav han sig följande år för att organisera en farlig revolt i Yorkshire. Då det misslyckades flydde han till Margareta av Burgund i Flandern. 
Som huvudman för den yorkistiska falangen tog Lovell del i Lambert Simnels försök att nå tronen. Tillsammans med John de la Pole, earl av Lincoln, följde han pretendenten till Irland och stred för honom i slaget vid Stoke Field 16 juni 1487. Han sågs fly från striden, och sågs aldrig mer igen, Bacon hänvisar till en redogörelse att han skulle levt långt efter det i en grotta eller valv. Mer än 200 år senare, 1708, upptäcktes ett mansskelett i en hemlig kammare på familjens gods i Minster Lovell i Oxfordshire. Det antas att Francis Lovell hade gömt sig där och dött av svält.